# Benoît Groulx
Pour les articles homonymes, voir Groulx.
Benoit Groulx (né le 30 janvier 1968 à Hull, au Québec) est un joueur canadien de hockey sur glace. Il est le père du joueur Benoit-Olivier Groulx.

## Biographie
Après un séjour de trois ans chez les Bisons de Granby de la Ligue de hockey junior majeur du Québec (LHJMQ) et une saison en Belgique, Benoit Groulx mène une carrière de dix saisons dans le championnat français. Il effectue un retour au Québec en 2000 lorsqu'il devient l'entraîneur-adjoint des Cataractes de Shawinigan dans la LHJMQ. Après un an et demi à Shawinigan, le 25 décembre 2001, il est nommé entraîneur-chef des Olympiques de Hull (maintenant les Olympiques de Gatineau). Sous sa gouverne, les Olympiques remportent trois fois le championnat de la LHJMQ en six saisons ; en trois participations au tournoi de la Coupe Memorial, le championnat junior canadien, les Olympiques atteignent la finale à deux reprises en 2003 et 2004.
Le 20 juin 2008, Benoit Groulx est nommé entraîneur-chef de l'équipe canadienne qui doit représenter le pays au championnat mondial junior en 2009 à Ottawa mais deux mois plus tard, le 20 août, il est nommé entraîneur-chef des Americans de Rochester dans la Ligue américaine de hockey ce qui l'oblige à renoncer à diriger l'équipe du Canada. En 2010, il retourne à Gatineau comme directeur général et entraîneur et mènera son équipe en finale contre les Sea Dogs de Saint-Jean contre qui elle s'inclinera.
Le 6 mai 2024, il est nommé entraîneur-chef du Traktor Tcheliabinsk dans la KHL.

## Statistiques
| Saison    | Équipe                        | Ligue        |     | Saison régulière | Saison régulière | Saison régulière | Saison régulière | Saison régulière |    | Séries éliminatoires | Séries éliminatoires | Séries éliminatoires | Séries éliminatoires | Séries éliminatoires |
| Saison    | Équipe                        | Ligue        | PJ  | B                | A                | Pts              | Pun              | PJ               | B  | A                    | Pts                  | Pun                  |                      |                      |
| 1984-1985 | Gouverneurs de Sainte-Foy     | LHJQAAA      | 42  | 40               | 46               | 86               |                  | 14               | 4  | 11                   | 15                   |                      |                      |                      |
| 1985-1986 | Gouverneurs de Sainte-Foy     | LHJQAAA      | 42  | 32               | 76               | 108              |                  | 7                | 4  | 10                   | 14                   |                      |                      |                      |
| 1985-1986 | Bisons de Granby              | LHJMQ        | 1   | 0                | 2                | 2                | 0                | -                | -  | -                    | -                    | -                    |                      |                      |
| 1986-1987 | Bisons de Granby              | LHJMQ        | 59  | 19               | 48               | 67               | 24               | 8                | 1  | 2                    | 3                    | 2                    |                      |                      |
| 1987-1988 | Bisons de Granby              | LHJMQ        | 49  | 26               | 62               | 68               | 18               | 5                | 4  | 2                    | 6                    | 0                    |                      |                      |
| 1988-1989 | Bisons de Granby              | LHJMQ        | 61  | 33               | 65               | 98               | 42               | 4                | 2  | 2                    | 4                    | 6                    |                      |                      |
| 1989-1990 | Griffoens Geel                | Belgique     | 32  | 90               | 63               | 153              | 42               | -                | -  | -                    | -                    | -                    |                      |                      |
| 1990-1991 | Viry-Châtillon Essonne Hockey | Division 1   | 20  | 28               | 30               | 58               | 30               | 1                | 1  | 0                    | 1                    | 2                    |                      |                      |
| 1991-1992 | Image Club d'Épinal           | Division 1   | 21  | 14               | 24               | 38               | 6                | -                | -  | -                    | -                    | -                    |                      |                      |
| 1992-1993 | Viry-Châtillon Essonne Hockey | Division 1   | 27  | 31               | 35               | 66               | 24               | -                | -  | -                    | -                    | -                    |                      |                      |
| 1993-1994 | Viry-Châtillon Essonne Hockey | Ligue Magnus | 18  | 15               | 21               | 36               | 18               | 6                | 14 | 10                   | 24                   | 10                   |                      |                      |
| 1994-1995 | Brest Albatros Hockey         | Ligue Magnus | 22  | 13               | 14               | 27               | 16               | 9                | 4  | 10                   | 14                   | 8                    |                      |                      |
| 1995-1996 | Brest Albatros Hockey         | Ligue Magnus | 11  | 2                | 13               | 15               | 4                | 11               | 2  | 13                   | 15                   | 4                    |                      |                      |
| 1996-1997 | Brest Albatros Hockey         | Ligue Magnus | 29  | 17               | 36               | 53               | 14               | 10               | 5  | 8                    | 13                   | 2                    |                      |                      |
| 1997-1998 | Viry-Châtillon Essonne Hockey | Ligue Magnus | 28  | 19               | 17               | 36               | 20               | -                | -  | -                    | -                    | -                    |                      |                      |
| 1998-1999 | Rouen hockey élite 76         | Ligue Magnus | 37  | 11               | 30               | 41               | 14               | -                | -  | -                    | -                    | -                    |                      |                      |
| 1999-2000 | Rouen hockey élite 76         | Ligue Magnus | 20  | 5                | 11               | 16               | 20               | -                | -  | -                    | -                    | -                    |                      |                      |
| Totaux    | Totaux                        | Totaux       | 165 | 82               | 142              | 224              | 106              | 36               | 25 | 41                   | 66                   | 24                   |                      |                      |